# اولنا زوبریلووا
اولنا زوبریلووا (بلاروسی: Алена Зубрылава؛ زادهٔ ۲۵ فوریهٔ ۱۹۷۳) ورزشکار دوگانه، و اسکی‌باز صحرانوردی اهل اوکراین است. وی همچنین از ورزشکاران دوگانه در بازی‌های المپیک زمستانی ۱۹۹۴، ۱۹۹۸، ۲۰۰۲ و ۲۰۰۶ بوده‌است.